# 1900 (soundtrack)
1900 (Italiaans: Novecento) is de originele soundtrack, gecomponeerd en gedirigeerd door Ennio Morricone voor de film 1900 uit 1976 van Bernardo Bertolucci. Het album werd uitgebracht in 1976 door RCA Records.
De partituur werd uitgevoerd door The Ennio Morricone Orchestra en opgenomen in de studio Fono Roma in Rome, met geluidstechnicus Giulio Spelta.
Het openingsnummer "Romanzo" is een muziekstuk, dat op typische Morricone-wijze opbouwt van intieme klarinet naar orkestrale bombast.
In 2014 werd het album geremasterd uitgebracht door Bacci Bros Records.

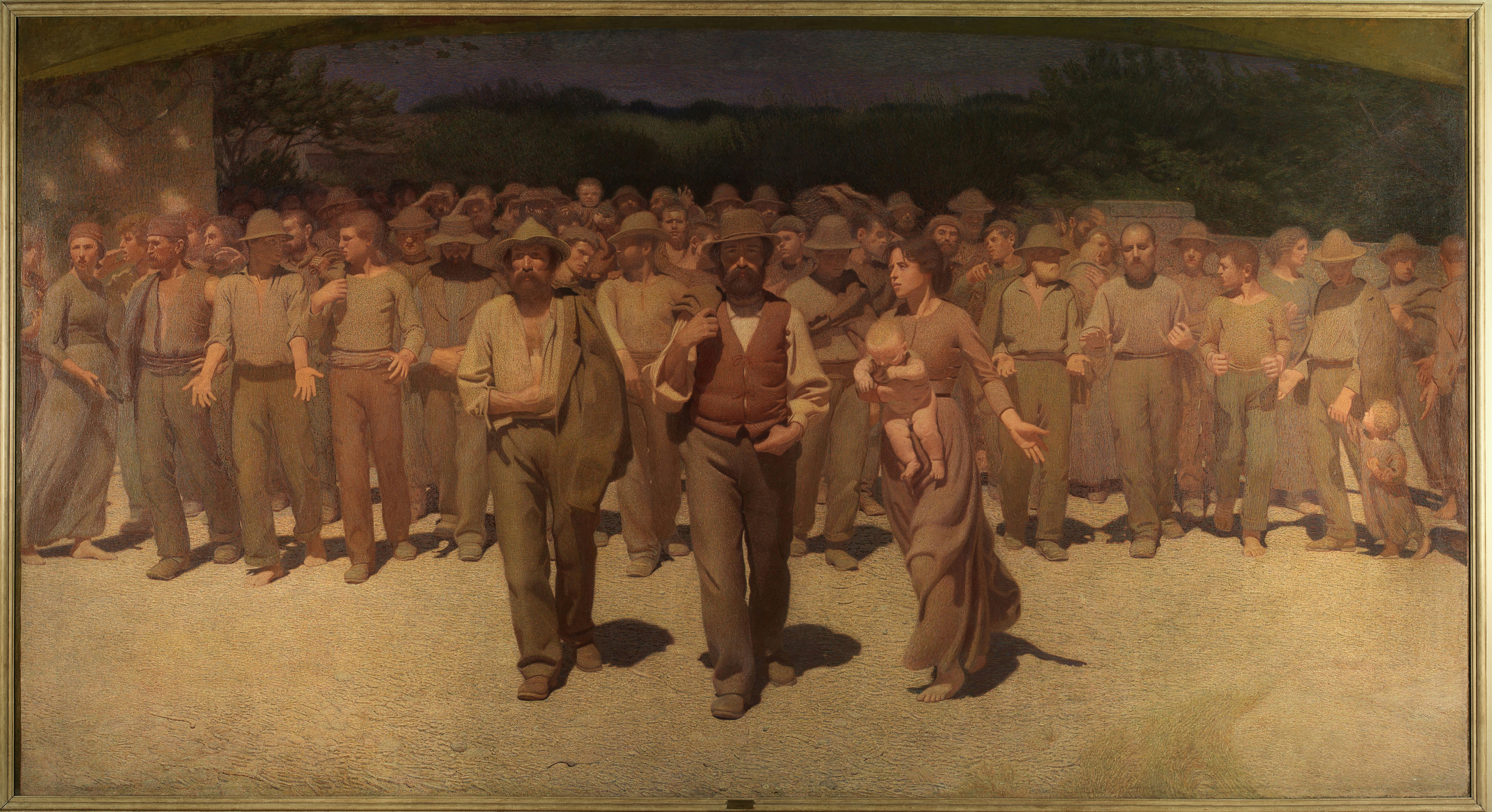
Het olieverfschilderij Il quarto stato van Giuseppe Pellizza da Volpedo werd gebruikt in de film, maar ook bij de hoesontwerp.

## Tracklijst
| 1.                 | Romanzo               | 4:05 |
| 2.                 | Estate - 1908         | 5:01 |
| 3.                 | Autunno - 1922        | 4:43 |
| 4.                 | Regalo di nozze       | 2:45 |
| 5.                 | Testamento            | 2:25 |
| 6.                 | La polenta            | 1:07 |
| 7.                 | Il primo sciopero     | 2:48 |
| 8.                 | Padre e figlia        | 1:27 |
| 9.                 | Tema di Ada           | 4:50 |
| 10.                | Apertura della caccia | 5:44 |
| 11.                | Verdi è morto         | 2:30 |
| 12.                | I nuovi crociati      | 3:32 |
| 13.                | Il quarto stato       | 1:33 |
| 14.                | Inverno - 1935        | 2:45 |
| 15.                | Primavera - 1945      | 2:06 |
| 16.                | Olmo e Alfredo        | 2:18 |
| Totale duur: 49:39 |                       |      |

## Personeel
- Angelo Giovagnoli – hoorn
- Nando Monica – accordeon
- Berto Rota – ocarina

## Hitnoteringen

### NPO Klassiek Filmmuziek Top 200
| Positie | 61 | 69 | 66 |